# Chrysochloris visagiei
Chrysochloris visagiei é uma espécie de mamífero da família Chrysochloridae. É endêmica da África do Sul, onde é conhecida apenas pelo holótipo: Gouna (87 quilômetros a leste de Calvinia), província do Cabo Ocidental.